# توكاي للاتصالات
شركة توكاي للاتصالات (بالإنجليزية:Tokai Communications) هي شركة للإتصالات السلكية واللاسلكية في اليابان وتوفر خدمات خط المشترك الرقمي يقع مقرها الرئيسي في محافظة شيزوكا. في أمريكا الشمالية، تشتهر الشركة بألعاب الفيديو التي أنتجت أوخر الثمنانينات وعقد التسعينات.

## من إصدارات الشركة
- ديكاب أتاك (1991).
- باتل مانيا (1991).
- باتل مانيا دايجينجو (1993) .
- توب جير 2 (1993).